# 職業訓練指導員 (洋裁科)
職業訓練指導員 (洋裁科)（しょくぎょうくんれんしどういん ようさいか）は、職業訓練指導員免許のうちの1つ。厚生労働省管轄。

## 受験資格
職業訓練指導員免許の受験資格と試験免除を参照。洋裁科においては、1級または2級婦人子供服製造技能士の保有者は実務経験不要で、1級合格者は実技と関連学科が免除され、2級合格者は実技が免除される。

## 試験科目

### 学科試験
1. 指導方法（職業訓練原理、教科指導法、訓練生の心理、生活指導及び職業訓練関係法規）
2. 関連学科
  1. 系基礎学科
    1. 被服学（被服史 被服論 縫製）
    2. デザイン（色彩 造形 デザイン画 製図）
    3. 安全衛生（安全管理 衛生管理）

  2. 専攻学科
    1. 被服科学（被服管理 被服衛生 被服用材料）
    2. 服装デザイン（服飾心理 商品企画 着装画 色彩法 スタイル画）
    3. 縫製知識（採寸法 裁断法 縫製法 服飾手芸）

### 実技試験
1. パターンメイキング
2. 婦人子供服製作